# Tomocerina minuta
Tomocerina minuta är en urinsektsart som först beskrevs av Tycho Fredrik Hugo Tullberg 1876.  Tomocerina minuta ingår i släktet Tomocerina, och familjen långhornshoppstjärtar. Arten är reproducerande i Sverige.